# ألف
الأَلِف "ا" هو الحرف الأول (1) بكلا الترتيبين الهجائي والأبجدي من الحروف العربية وكذلك الحرف الأول في الأبجدية العبرية ومعظم اللغات التي تفرعت من اللغات السامية. تلفظ [ʔ] بصوت انفجاري حنجري, أي همزةً إذا لم يتصل به مد مثال: أسد وتلفظ [a] بصوت صائت أمامي مفتوح غير مدور, أي ألفاً إذا اتصل به مد مثال: قرآن. قيمته تساوي (1) في حساب الجمل.
وكان علماء اللغة الأوائل يفرّقون بين الهمزة والألف، وكان بذلك عدد الحروف العربية عندهم تسعة وعشرين حرفًا أما علماء اللغة المحْدثون فلا يعتبرون الألف حرفًا هجائيًا كما لم يعتبرها حساب الجُمَّل حرفًا أبجديًّا.
| ألف الفينيقي | ألف الجعزي | ألف العبري | ألف العربي | ألپ السرياني | ألاف الارامي | ألاف السامري |
| 𐤀            | አ          | א          | ا أ        | ܐ            | 𐡀            | ࠀ            |

## الصفات الصوتية
الهمزة صوت انفجاري حنجري، هذا الصوت ليس بالمهموس ولا بالمجهور، وعند نطقه تُسد الفتحة الموجودة بين الحبلين الصوتيين فلا يُسمح للهواء بالمرور من الحنجرة ثم ينفرج الوتران فيخرج الهواء محدِثًا صوتًا انفجاريًا. ووضْع الأحبال الصوتية أثناء النطق بصوت الهمزة بين الانغلاق والانفتاح فيخرج الصوت الناتج بين المجهور والمهموس.

## كيفية الكتابة
تكتب الهمزة في أول الكلمة ألفا فوقها همزة وفتحة مثل: أَكل، أو ضمة مثل: أُكِل، وتحتها همزة وكسرة مثل: إِذن، وتسمى في هذه الحالات همزة قطع. وتكون الهمزة همزة وصل في أحد عشر اسمًا هي: اسم، است، ابن، ابنُم، ابنة، امرُؤ، امرأة، اثنان، اثنتان، ايـمُن، ايْم، وتكون همزة وصل أيضًا في حرف واحد هو: (ال) التعريف. وتكتب ألفًا بدون همزة أو توضع فوق الألف.
وتكون الهمزة همزة قطع في جموع الأسماء مثل: أحلام، أماجد، آجال.
وتقع الهمزة في أوائل الكلِم وأواسطه وأواخِره مثل: أَذِن، سأل، قرأ. وهمزة الوصل تضم.
وتكتب الهمزة في وسط الكلمة حسب قوة حركتها، أو حركة ما قبلها. وترتيب قوة الحركة تنازليًّا هو: الكَسْرَة مثل: فِئَة، الضَمَّة مثل: سؤال، الفَتْحَة مثل: تساءَل، السُكون مثل: بئْر.
وقد تكتب الهمزة على نبرة قبل الواو في مثل: شؤون، كئوس؛ كراهية لتوالي الواوين، وعلى السطر في مثل: «تساءَل»؛ كراهية لتوالي الألفين. وتكتب الهمزة في طرف الكلمة، بصورة الحرف المتجانس مع حركة ما قبلها، مثل: ظمِئ، جرُؤ، قرأ، شيْء، نشْء، أصدقاء، شاطِئ، وإذا أضيف إليها لاصق بها كُتِبَت وكأنها في وسط الكلمة مثل: جزْءَان، ويجوز جزآن، شيؤها، شِيئه.
وتكتب الهمزة المنوَّنة بفتحتين، على نبرة إذا سُبقت بياء مثل: بريئًا، شيئا، ومفردة إذا كان ما قبلها ألفًا مثل: «أسماء»، وعلى ألف إذا كان ما قبلها فتحة مثل: نبأ، ومفردة بعدها ألف إذا سُكِّن ما قبلها مثل: «جُزءًا»، وعلى واو وبعدها ألف إذا كان ما قبلها ضمَّة مثل: «لؤلؤًا»، وعلى ألف إذا كان ما قبلها فتحة مثل: «نبَأً»، وعلى نبرة إذا سُبقَت بكسرة مثل: «ناشِئًا». وحرف الهمزة من الحروف المهملة (غير المنقوطة).

## أمثلة للاختصارات
يستخدم هذا الحرف في بداية اسم الشخص لتمييز منصبه مثل: «أستاذ = أ»، وفي بعض الأحيان يشار به إلى تصنيف سلعة أو منتج أو أي شيء آخر على أنه من الدرجة الأولى مثل: «فئة ا».

## انظر أيضًا

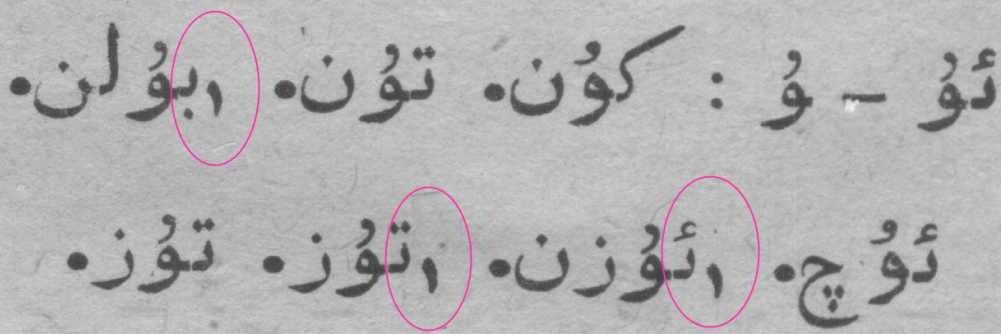
الألف المنخفضة التتارية، طالع ينيا إملا